# Macaranga
Macaranga är ett släkte av törelväxter. Macaranga ingår i familjen törelväxter.

## Bildgalleri

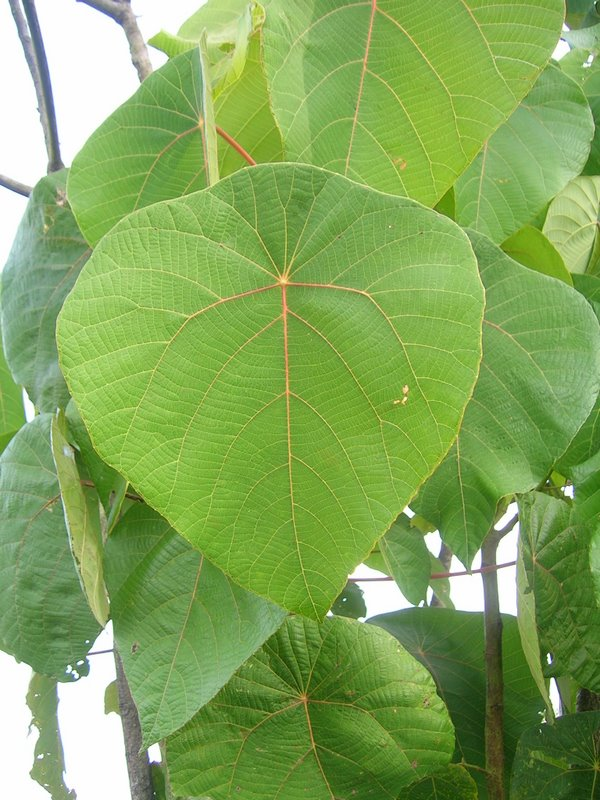
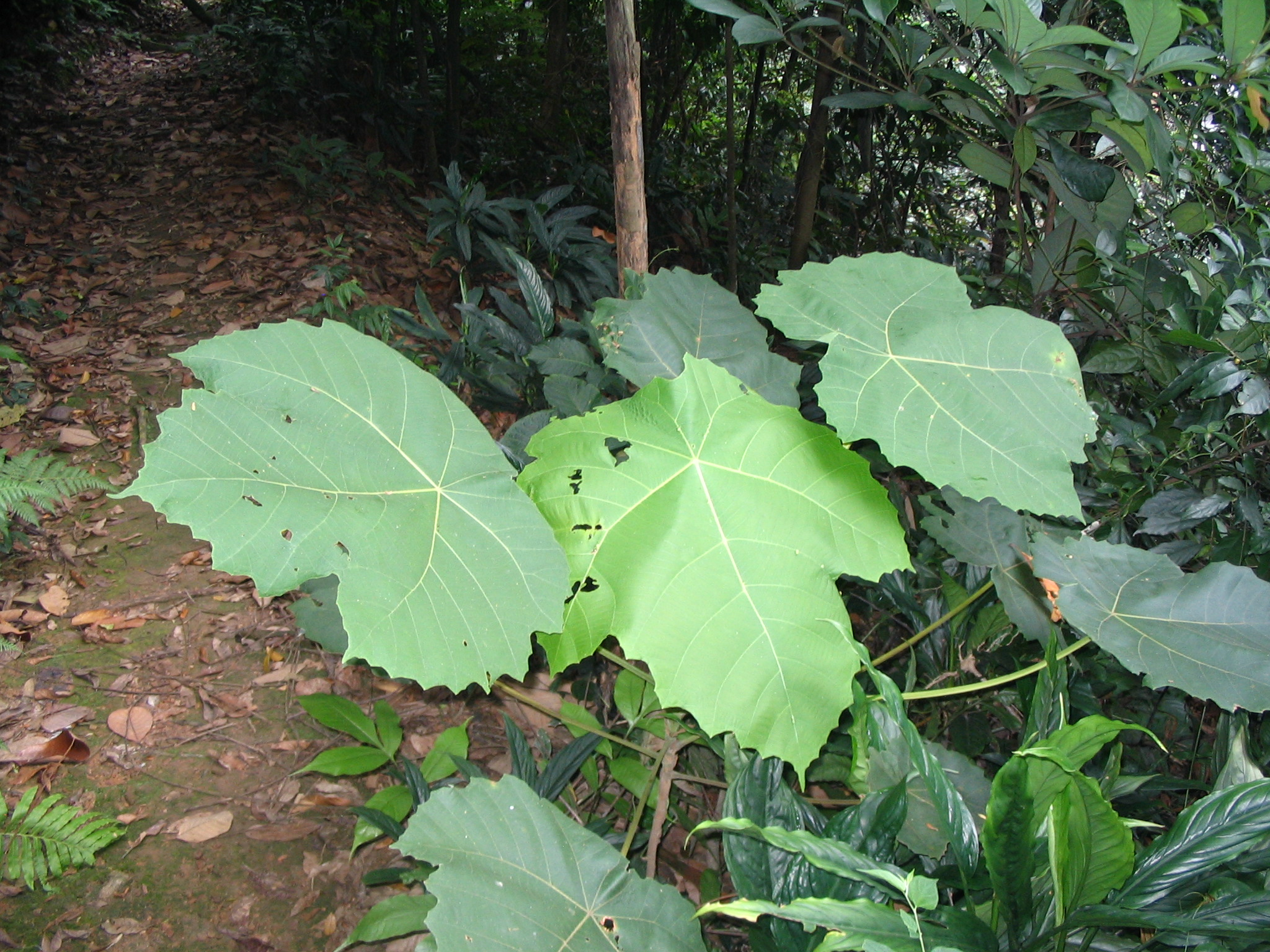
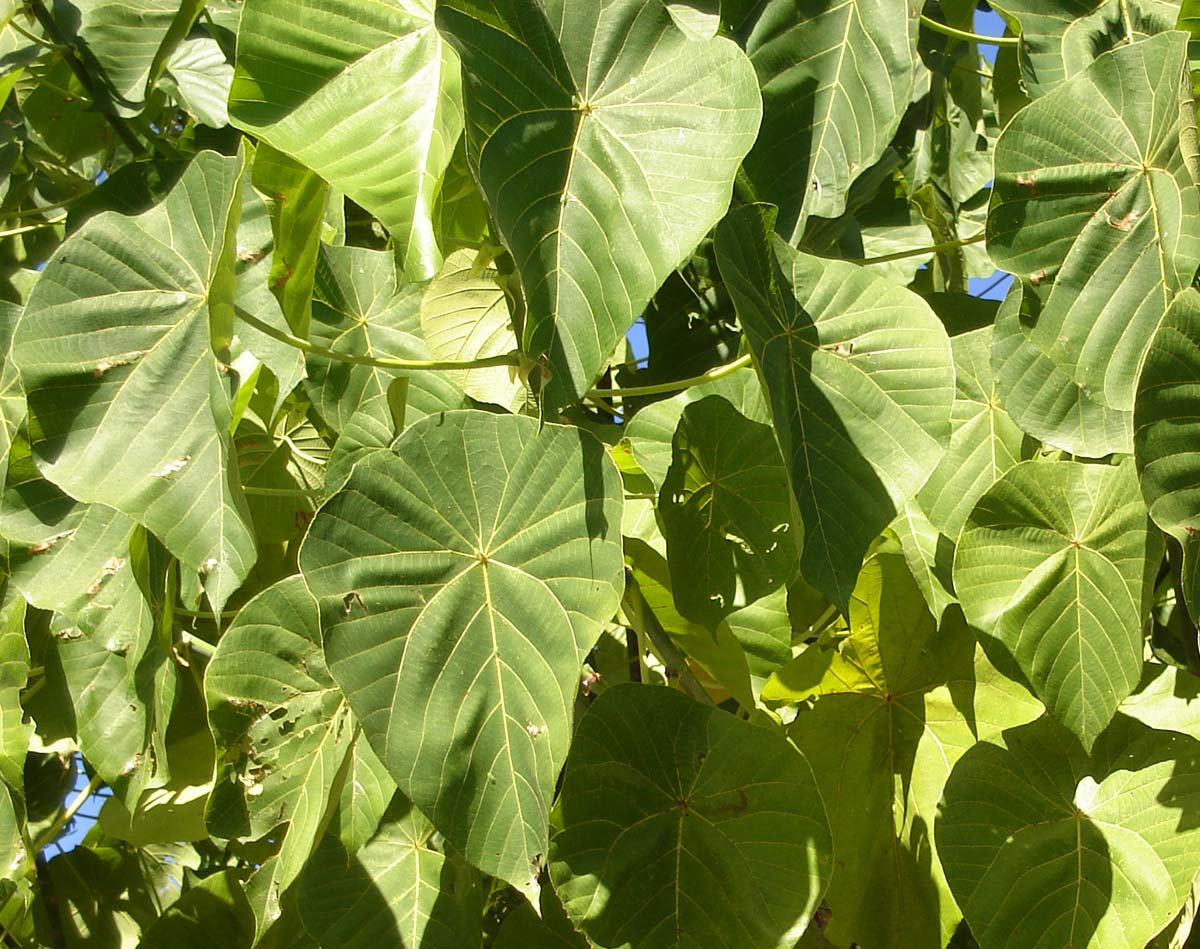
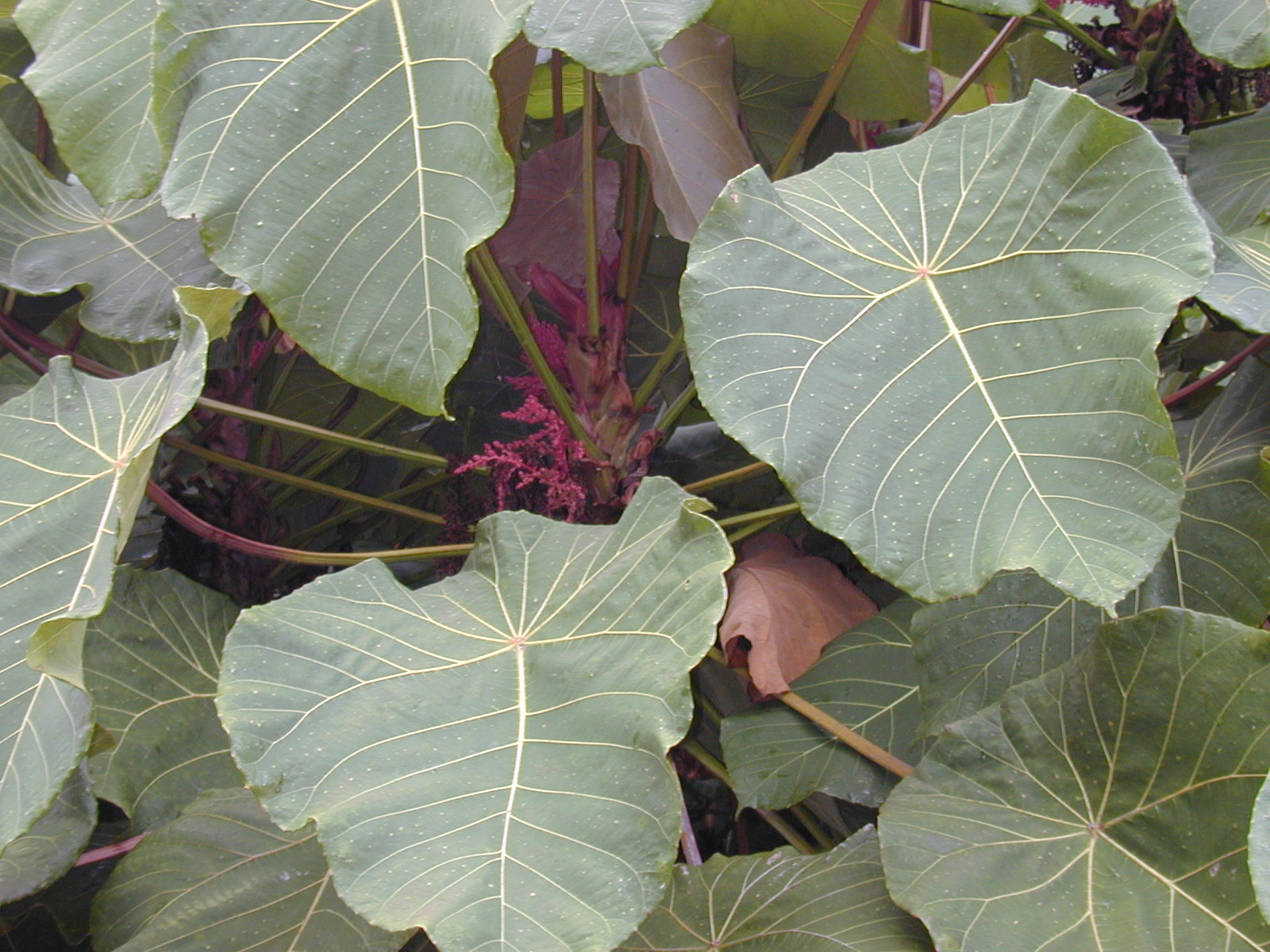
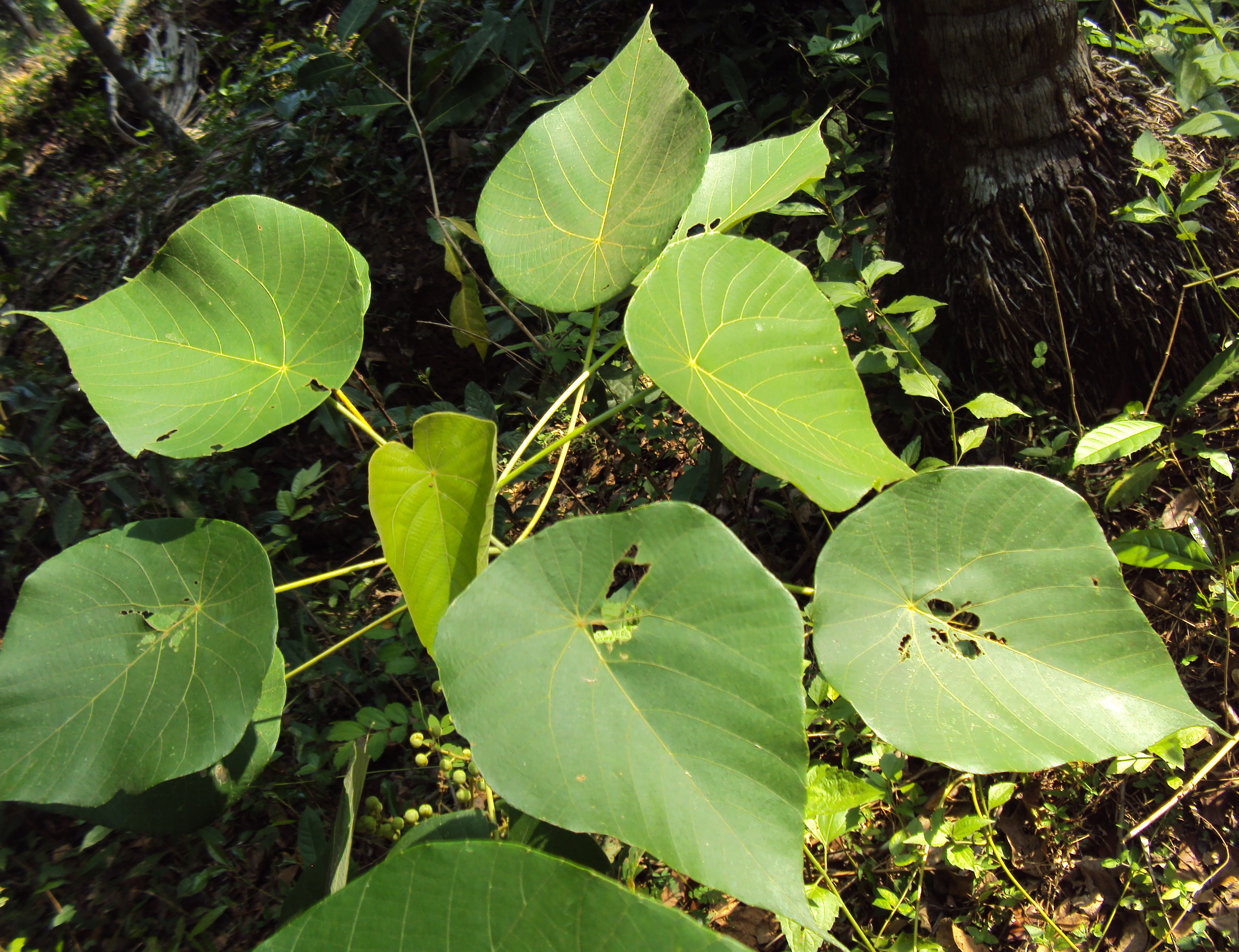
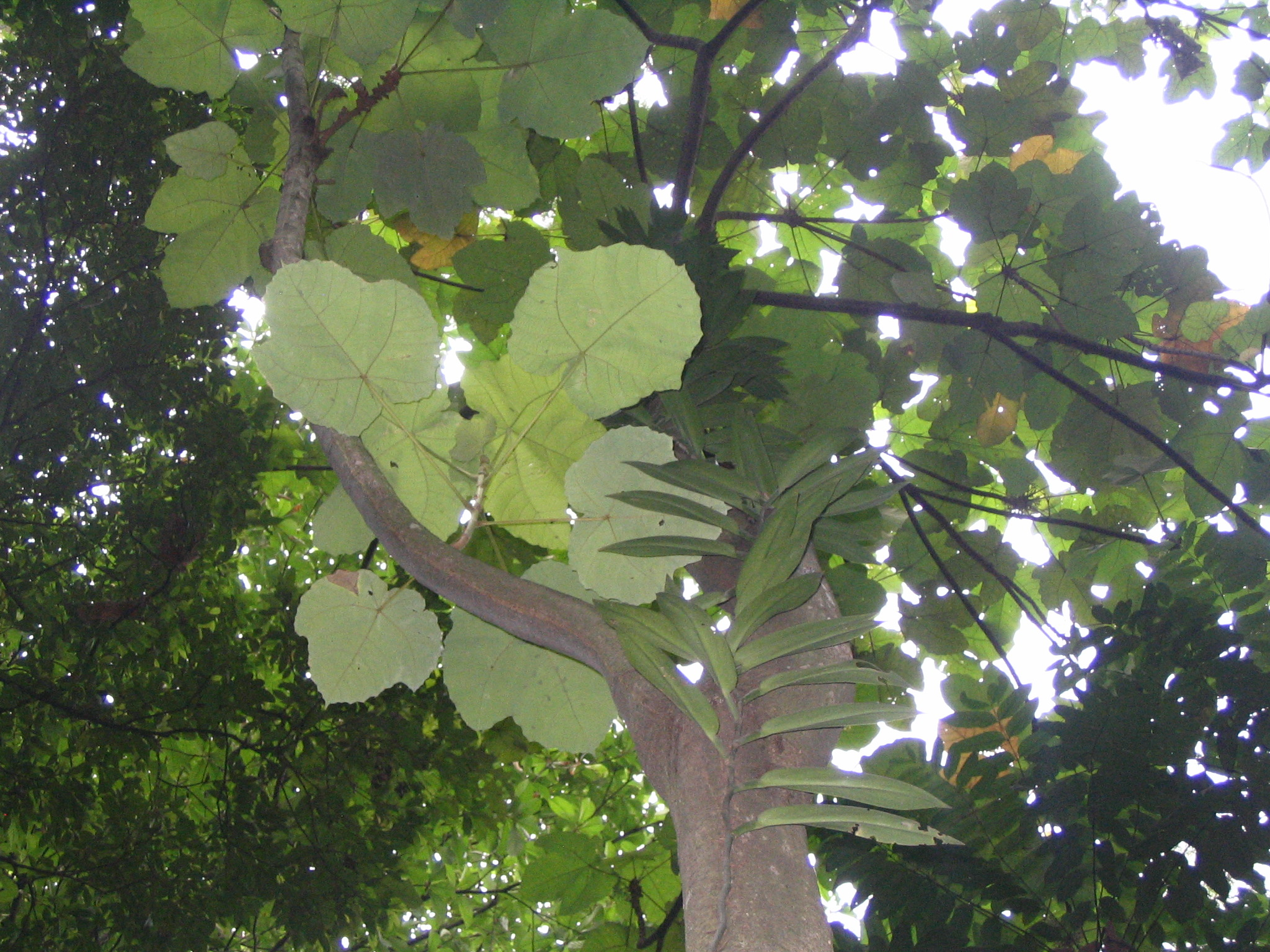

## Dottertaxa tillMacaranga, i alfabetisk ordning[1]
- Macaranga acerifolia
- Macaranga advena
- Macaranga aenigmatica
- Macaranga aetheadenia
- Macaranga albescens
- Macaranga alchorneifolia
- Macaranga alchorneoides
- Macaranga aleuritoides
- Macaranga allorobinsonii
- Macaranga alnifolia
- Macaranga amentifera
- Macaranga amissa
- Macaranga amplifolia
- Macaranga anceps
- Macaranga andamanica
- Macaranga angolensis
- Macaranga angulata
- Macaranga angustifolia
- Macaranga ashtonii
- Macaranga assas
- Macaranga astrolabica
- Macaranga attenuata
- Macaranga auctoris
- Macaranga baccaureifolia
- Macaranga bailloniana
- Macaranga balabacensis
- Macaranga balansae
- Macaranga bancana
- Macaranga barkeriana
- Macaranga barteri
- Macaranga beccariana
- Macaranga beillei
- Macaranga belensis
- Macaranga bicolor
- Macaranga bifoveata
- Macaranga boutonioides
- Macaranga brachythyrsa
- Macaranga brachytricha
- Macaranga brevipetiolata
- Macaranga brooksii
- Macaranga brunneofloccosa
- Macaranga bullata
- Macaranga caesariata
- Macaranga caladiifolia
- Macaranga calcicola
- Macaranga capensis
- Macaranga carolinensis
- Macaranga carrii
- Macaranga cassandrae
- Macaranga caudata
- Macaranga caudatifolia
- Macaranga celebica
- Macaranga chlorolepis
- Macaranga choiseuliana
- Macaranga chrysotricha
- Macaranga cissifolia
- Macaranga clavata
- Macaranga clemensiae
- Macaranga coggygria
- Macaranga congestiflora
- Macaranga conglomerata
- Macaranga conifera
- Macaranga constricta
- Macaranga cordifolia
- Macaranga coriacea
- Macaranga corymbosa
- Macaranga costulata
- Macaranga crassistipulosa
- Macaranga cucullata
- Macaranga cuernosensis
- Macaranga cumingii
- Macaranga cuneifolia
- Macaranga cupularis
- Macaranga cuspidata
- Macaranga dallachyana
- Macaranga darbyshirei
- Macaranga daviesii
- Macaranga decaryana
- Macaranga decipiens
- Macaranga densiflora
- Macaranga denticulata
- Macaranga depressa
- Macaranga dibeleensis
- Macaranga didymocarpa
- Macaranga diepenhorstii
- Macaranga digyna
- Macaranga dioica
- Macaranga dipterocarpifolia
- Macaranga domatiosa
- Macaranga ducis
- Macaranga ebolowana
- Macaranga echinocarpa
- Macaranga eloba
- Macaranga endertii
- Macaranga eymae
- Macaranga faiketo
- Macaranga fallacina
- Macaranga ferruginea
- Macaranga fragrans
- Macaranga fulva
- Macaranga gabunica
- Macaranga galorei
- Macaranga gamblei
- Macaranga gigantea
- Macaranga gigantifolia
- Macaranga glaberrima
- Macaranga glabra
- Macaranga glandibracteolata
- Macaranga glandulifera
- Macaranga gracilis
- Macaranga graeffeana
- Macaranga grallata
- Macaranga grandifolia
- Macaranga grayana
- Macaranga griffithiana
- Macaranga hageniana
- Macaranga hartleyana
- Macaranga harveyana
- Macaranga havilandii
- Macaranga hemsleyana
- Macaranga hengkyana
- Macaranga henryi
- Macaranga herculis
- Macaranga heterophylla
- Macaranga heudelotii
- Macaranga hexandra
- Macaranga heynei
- Macaranga hispida
- Macaranga hoffmannii
- Macaranga hosei
- Macaranga huahineensis
- Macaranga hullettii
- Macaranga humbertii
- Macaranga hurifolia
- Macaranga hypoleuca
- Macaranga hystrichogyne
- Macaranga inamoena
- Macaranga indica
- Macaranga indistincta
- Macaranga induta
- Macaranga inermis
- Macaranga intonsa
- Macaranga involucrata
- Macaranga javanica
- Macaranga johannium
- Macaranga kanehirae
- Macaranga kilimandscharica
- Macaranga kinabaluensis
- Macaranga kingii
- Macaranga klaineana
- Macaranga kostermansii
- Macaranga kurzii
- Macaranga laciniata
- Macaranga lamellata
- Macaranga lanceolata
- Macaranga le-testui
- Macaranga leytensis
- Macaranga lineata
- Macaranga loheri
- Macaranga longicaudata
- Macaranga longipetiolata
- Macaranga longistipulata
- Macaranga lophostigma
- Macaranga louisiadum
- Macaranga lowii
- Macaranga lugubris
- Macaranga lumiensis
- Macaranga lutescens
- Macaranga macropoda
- Macaranga magna
- Macaranga magnifolia
- Macaranga magnistipulosa
- Macaranga mappa
- Macaranga marikoensis
- Macaranga mauritiana
- Macaranga megacarpa
- Macaranga meiophylla
- Macaranga melanosticta
- Macaranga mellifera
- Macaranga membranacea
- Macaranga minahassae
- Macaranga misimae
- Macaranga mista
- Macaranga modesta
- Macaranga monandra
- Macaranga monostyla
- Macaranga montana
- Macaranga motleyana
- Macaranga myriantha
- Macaranga myriolepida
- Macaranga necopina
- Macaranga neobritannica
- Macaranga neodenticulata
- Macaranga nicobarica
- Macaranga noblei
- Macaranga novoguineensis
- Macaranga nusatenggarensis
- Macaranga oblongifolia
- Macaranga obovata
- Macaranga occidentalis
- Macaranga ovatifolia
- Macaranga pachyphylla
- Macaranga palustris
- Macaranga papuana
- Macaranga parabicolor
- Macaranga parvibracteata
- Macaranga paxii
- Macaranga pearsonii
- Macaranga peltata
- Macaranga pentaloba
- Macaranga pepysiana
- Macaranga petanostyla
- Macaranga pierreana
- Macaranga pilosula
- Macaranga platyclada
- Macaranga pleioneura
- Macaranga pleiostemon
- Macaranga pleytei
- Macaranga poggei
- Macaranga polyadenia
- Macaranga polyneura
- Macaranga praestans
- Macaranga pruinosa
- Macaranga puberula
- Macaranga punctata
- Macaranga puncticulata
- Macaranga quadriglandulosa
- Macaranga racemohispida
- Macaranga racemosa
- Macaranga raivavaeensis
- Macaranga ramiflora
- Macaranga rarispina
- Macaranga recurvata
- Macaranga reiteriana
- Macaranga repandodentata
- Macaranga rhizinoides
- Macaranga rhodonema
- Macaranga ribesioides
- Macaranga robinsonii
- Macaranga rorokae
- Macaranga rostrata
- Macaranga rufescens
- Macaranga rufibarbis
- Macaranga saccifera
- Macaranga salicifolia
- Macaranga salomonensis
- Macaranga sampsonii
- Macaranga sandsii
- Macaranga sarcocarpa
- Macaranga schweinfurthii
- Macaranga secunda
- Macaranga seemannii
- Macaranga serratifolia
- Macaranga setosa
- Macaranga siamensis
- Macaranga similis
- Macaranga sinensis
- Macaranga spathicalyx
- Macaranga sphaerophylla
- Macaranga spinosa
- Macaranga staudtii
- Macaranga stellimontium
- Macaranga stenophylla
- Macaranga sterrophylla
- Macaranga stipulosa
- Macaranga stonei
- Macaranga strigosa
- Macaranga strigosissima
- Macaranga subdentata
- Macaranga subpeltata
- Macaranga suleensis
- Macaranga sumatrana
- Macaranga suwo
- Macaranga sylvatica
- Macaranga taitensis
- Macaranga tanarius
- Macaranga tchibangensis
- Macaranga tentaculata
- Macaranga tessellata
- Macaranga teysmannii
- Macaranga thomasii
- Macaranga thompsonii
- Macaranga thorelii
- Macaranga trachyphylla
- Macaranga trichanthera
- Macaranga trichocarpa
- Macaranga triloba
- Macaranga truncata
- Macaranga tsonane
- Macaranga umbrosa
- Macaranga uxoris
- Macaranga vanderystii
- Macaranga warburgiana
- Macaranga waturandangii
- Macaranga vedeliana
- Macaranga velutina
- Macaranga velutiniflora
- Macaranga venosa
- Macaranga vermoesenii
- Macaranga versteeghii
- Macaranga whitmorei
- Macaranga vieillardii
- Macaranga villosula
- Macaranga winkleri
- Macaranga winkleriella
- Macaranga vitiensis
- Macaranga yakasii